# Позоришни корали
Позоришни корал (шп: Corral de comedia) је специјална врста позоришта стално постављеног у унутрашњем дворишту групе зграда, где су се приказивали позоришне представе у Шпанији у XVII веку. Ова места су се појавила крајем  века и пропратила су успон и врхунац националног театра Златног века у ком су се сви драмски комади звали „комедије“, иако су у себи садржали елементе три жанра — трагедије, драме и комедије у правом смислу речи. 
Пре краја  века у Шпанији није било зграда које би се искључиво посвећивале театру. Представе су се давале првобитно у двориштима манастира и цркви, а касније и кућа или крчми. Сцена је била импровизована и постављала се у дну дворишта. Преостале три стране служиле су као галерије за угледнију публику. Остали гледаоци су гледали представу стојећки, из самог дворишта, под отвореним небом.
Ова структура се задржала у сталним позориштима која су почела да се граде од краја  века и која су се називала позоришни корали. Искоришћавао се затворени, правоугаони простор унутрашњих централних дворишта зграда који се налазио под ведрим небом. У почетку, представе су одржаване једино викендом и празницима, и то само када би временске прилике то дозвољавале. 
Позорница се смештала у један крај дворишта, уза зид куће у дну дворишта. Испред позорнице налазило се двориште под ведрим небом. Двориште је било подељено на мушку и женску публику — жене су се смештале испред саме позорнице, а мушкарци иза њих. Женски део публике био је одвојен у делове гледалишта под називом „Ла Казуела“ (шп. la cazuela) или „Женски корал“ (шп. corral de las mujeres). Остали гледаоци су гледали представу стојећки, из самог дворишта, под отвореним небом. Публика, позната под називом „москитерос“ (шп. mosquiteros), била је јако недисциплинована и бучна и често је своје незадовољство представом исказивала гађањем глумаца воћем и поврћем. Галерије су биле резервисане за угледније грађане, било мушкарце, било жене. Галерије су биле наткривене, а само двориште се могло покрити комадом тканине како би се публика заштитила од сунца.
Прво стално позориште било је Корал де ла Круз (шп. Corral de la Cruz) саграђено 1579. године у Мадриду. Број корала се нагло повећао почев од 1600. године, захваљујући огронмој популарности нове комедије.